# Fänerenspitz
Fänerenspitz är en bergstopp i Schweiz.   Den ligger i kantonen Appenzell Innerrhoden, i den östra delen av landet, 160 km öster om huvudstaden Bern. Toppen på Fänerenspitz är 1 506 meter över havet, eller 235 meter över den omgivande terrängen. Bredden vid basen är 2,2 km.
Terrängen runt Fänerenspitz är kuperad åt nordost, men åt sydväst är den bergig. Runt Fänerenspitz är det tätbefolkat, med 356 invånare per kvadratkilometer.. Närmaste större samhälle är Sankt Gallen, 14,6 km nordväst om Fänerenspitz. 
Omgivningarna runt Fänerenspitz är en mosaik av jordbruksmark och naturlig växtlighet.